# مارماهی خاردار
مار ماهی خاردار(نام علمی: Mastacembelus mastacembelus) (به انگلیسی: Mesopotamian spiny eel) نوعی مارماهی است.

## خصوصیات کلیدی
باله پشتی تیره با لکه‌های زرد متمایل به خاکستری. باله شکمی متمایل به زرد. در حاشیه بدن لکه‌های قهوه‌ای تیره دیده می‌شود. باله پشتی و مخرجی و دمی دارای لکه‌ها و نوارهای پراکنده‌اند. باله سینه‌ای متمایل به زرد با لکه‌های نواری.
اندازه: نمونه تا ۸۰ سانتی‌متر نیز صید شده‌است. متوسط طول آن ۴۵سانتیمتر است.

## زیستگاه
در چشمه‌ها و رودخانه‌های آب شیرین وبستر قلوه سنگی و سنگلاخی، گل آلودگی آب را تحمل می‌نماید.

## غذا
حشرات آبزی، سخت پوستان و ماهیان کوچک.

## اهمیت اقتصادی
مردم تمایل به مصرف آن ندارند ولی دارای ارزش خوراکی می‌باشد.

## پراکنش
رودخانه‌های دجله و کارون و کر و حوضه خلیج فارس.